# Villasur de Herreros
Villasur de Herreros ist eine 273 Einwohner (Stand: 2024) zählende Gemeinde der Provinz Burgos in der Autonomen Gemeinschaft Kastilien-León (Castilla y León), Spanien. Sie gehört zur Comarca Alfoz de Burgos. Die Gemeinde besteht neben dem Hauptort Villasur aus der Ortschaft Urrez.

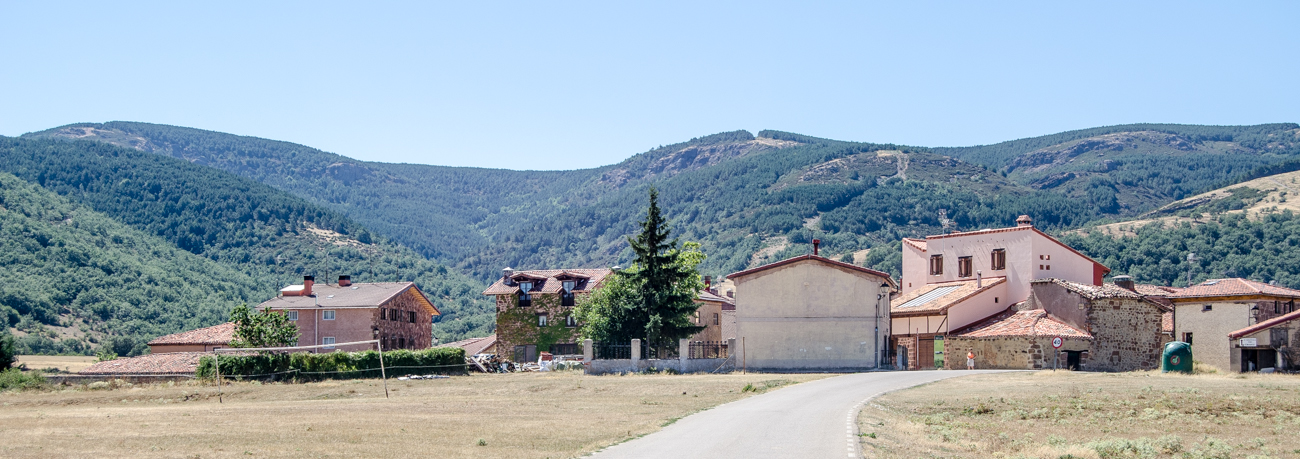
Blick auf Urrez

## Lage
Villasur de Herreros liegt etwa 24 Kilometer ostsüdöstlich vom Stadtzentrum von Burgos am Río Arlanzón, der hier zum Stausee Embalse de Uzquiza aufgestaut wird. Der östliche Teil der Gemeinde gehört zum Naturpark Espacio Natural de la Sierra de la Demanda.

## Bevölkerungsentwicklung
| Jahr      | 1970 | 1981 | 1991 | 2001 | 2011 | 2021 |
| Einwohner | 313  | 277  | 275  | 312  | 271  | 258  |

## Sehenswürdigkeiten
- Kirche Mariä Himmelfahrt (Iglesia de Nuestra Señora de la Asunción) in Villasur
- Kirche Mariä Geburt (Iglesia de la Natividad de Nuestra Señora) in Urrez
- Einsiedelei von San Roque
- Lorenmuseum des alten Kohlebergwerks

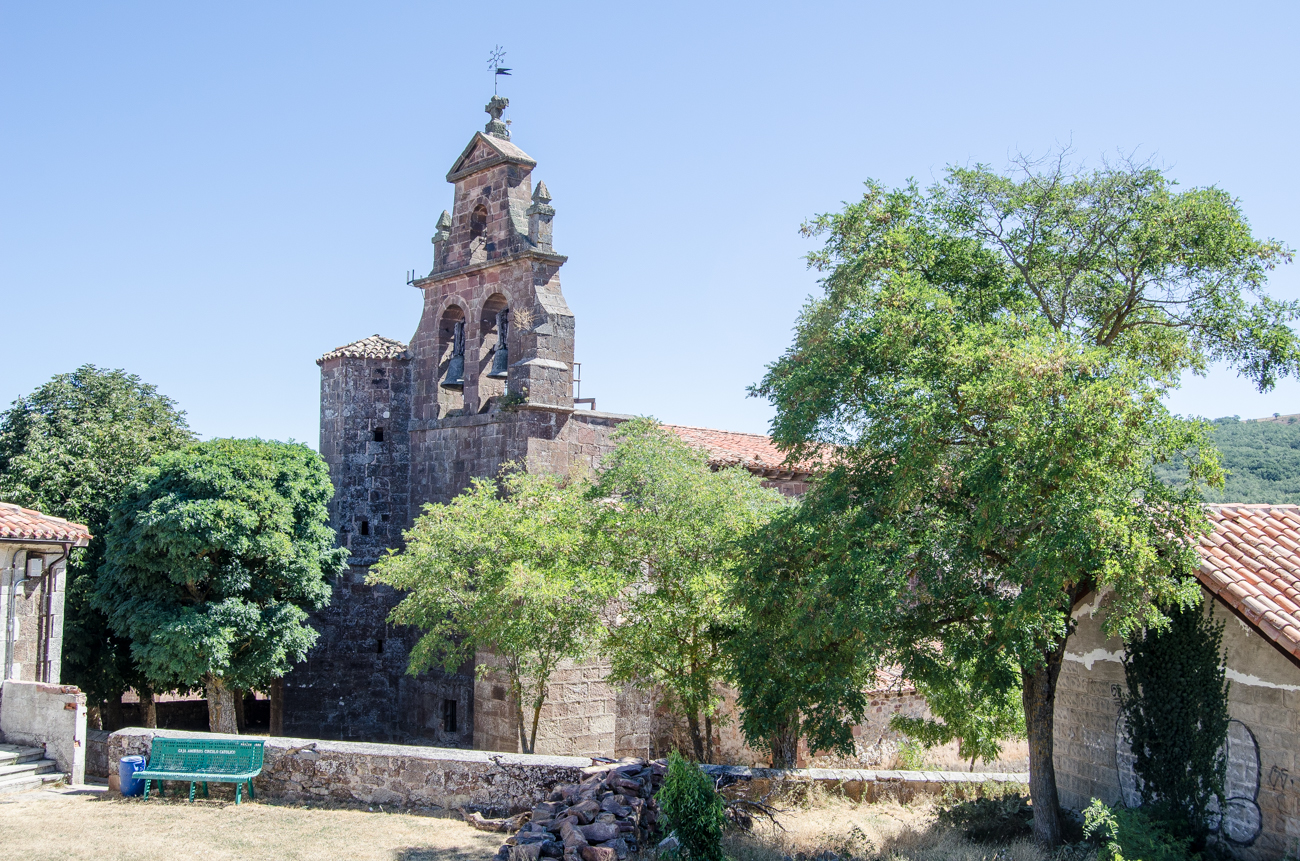
Kirche Mariä Geburt
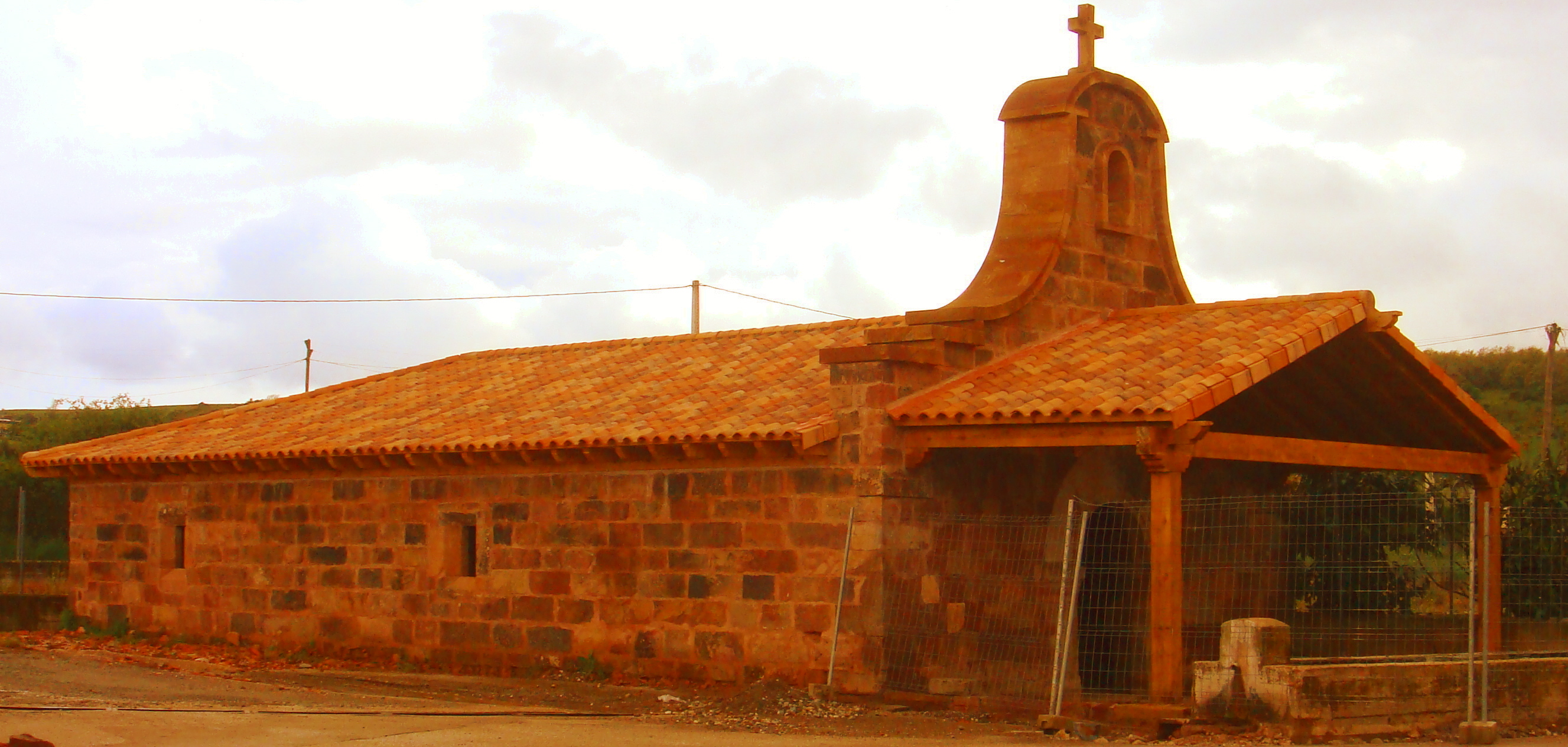
Einsiedelei von San Roque